# Calma cacchio non spinga
Calma cacchio non spinga è il secondo album in studio del cantautore italiano Piero Finà, pubblicato dall'etichetta Ri-Fi nel 1979.

## Tracce
1. Calma cacchio non spinga – 3:25
2. Margot – 3:30
3. Contatti relais – 3:30
4. Viva l'amante – 3:25
5. Il pensiero fu per Mao – 3:30
6. Mi faccio una canna – 4:09
7. Fidelia d'amor – 4:30
8. Qui – 4:20
9. Il caso atipico – 4:00

Durata totale: 34:19

## Formazione
- Piero Finà – voce
- Paolo Donnarumma – basso
- Sergio Farina – chitarra
- Roberto Colombo – tastiera
- Victor Bach – pianoforte
- Ottavio Corbellini – batteria
- Ernesto Massimo Verardi – chitarra
- Bruno De Filippi – banjo, mandolino
- Wanda Radicchi, Naimy Hackett – cori